# August Sander

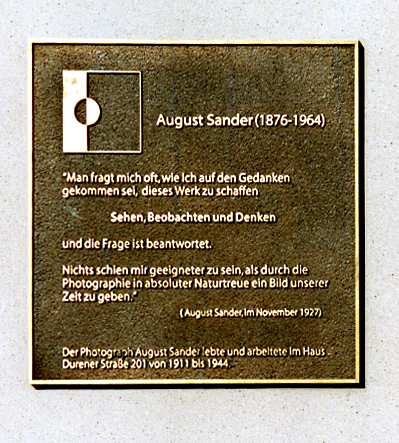
Gedenkplaat op het woonhuis van Sander

August Sander (Herdorf, 17 november 1876 – Keulen, 20 april 1964) was een Duits portret- en documentairefotograaf. Sanders eerste boek Antlitz der Zeit ('Het gelaat van de tijd') werd gepubliceerd in 1929. Sander staat bekend als een van de belangrijkste Duitse portretfotografen van de vroege twintigste eeuw. 
Na aanvankelijk op de schilderkunst geïnspireerde, picturalistische foto's te hebben gemaakt, raakte Sander ervan overtuigd dat het de taak van de fotografie was om een waarheidsgetrouwe, objectieve weergave van de werkelijkheid te geven. Vanaf 1911 werkte hij aan een dwarsdoorsnede van de Duitse maatschappij. Hij portretteerde daarvoor mensen in hun beroep of maatschappelijke functie: boeren, gevolgd door handarbeiders, vrije beroepen, intellectuelen, kunstenaars enzovoort. 
Opmerkelijk is het evenwicht dat hij in zijn foto's bereikt tussen de geportretteerde als type en als individu. Kleding, houding en gelaatsexpressie (in die tijd op zich nog veelzeggend) worden soms ondersteund door een kenmerkend attribuut of stukje context. Later fotografeerde Sander ook landschappen in verschillende Duitse streken. In 1946 maakte hij een reeks foto's van het door bombardementen verwoeste Keulen, de stad die hij tussen 1920 en 1939 al uitgebreid had gefotografeerd. Zijn levenswerk Menschen des 20. Jahrhunderts werd pas in 1980 gepubliceerd.